# Bruce Boxleitner
Bruce Boxleitner, né le 12 mai 1950 à Elgin, dans l'Illinois, est un acteur et écrivain américain.

## Biographie
Sa carrière a commencé en 1974 dans deux épisodes d’Hawaï police d'État. Un film et deux séries l’ont fait connaître du grand public : Tron, le rôle d’agent secret dans Les deux font la paire et celui du capitaine John Sheridan dans Babylon 5. Pour cette dernière, il remplaça Michael O'Hare, le but du diffuseur étant de donner un ton plus dynamique et actif à la série. (On apprendra plus tard que Michael O'Hare souffrait de trouble délirant. Le secret, à sa demande, a été gardé jusqu'à son décès.)
Il était l’époux de Melissa Gilbert. Ils s'étaient déjà rencontrés étant adolescents. Bruce avait ignoré Melissa à cette époque car elle n'était qu'une adolescente et lui, avait 14 ans de plus qu'elle. En seulement un an de relation amoureuse, le couple s'est déjà séparé deux fois. Ils se sont mariés deux fois et Bruce a plusieurs fois mis fin à leur relation. Au bout de leur troisième réconciliation, ils se marient enfin le 1er janvier 1995. Melissa tombe rapidement enceinte. Elle a donné naissance à son deuxième enfant, un autre garçon, Michael Garrett Boxleitner, né le 6 octobre 1995. Elle a nommé son fils Michael ainsi en hommage à l'acteur Michael Landon. Le divorce est prononcé le 3 mars 2011.[pas clair] Dans Babylon 5, elle joua le rôle d’Anna Sheridan, la femme défunte du personnage incarné par son mari. 
Le 8 février 2016, il annonce ses fiançailles avec celle qui est sa compagne depuis 3 ans, la publicitaire Verena King. Le 5 octobre 2016, ils se marient à Kapolei  sur l'île d'Oahu à Hawaii.
Après la fin de Babylon 5, il a écrit deux romans de science-fiction titrés Frontier Earth.
En 2010, il est à l'affiche de Tron : L'Héritage, la suite du film Tron où il reprend les rôles d'Alan Bradley et de Tron qui l'avaient révélé au grand public au début des années 1980.

## Filmographie

### Films
- 1975 : Six-Pack Annie (en) de John C. Broderick (en)
- 1980 : Revanche à Baltimore (en) (The Baltimore Bullet) de Robert Ellis Miller
- 1982 : Tron de Steven Lisberger
- 1990 : Breakaway (en) de Don McLennan
- 1992 : Kuffs de Bruce A. Evans
- 1992 : The Babe d’Arthur Hiller
- 2003 : Gods and Generals de Ronald F. Maxwell
- 2007 : Babylon 5: The Lost Tales (en) de Joe Michael Straczynski (Direct to DVD)
- 2009 : Transmorphers 2 de Scott Wheeler (Direct to DVD)
- 2010 : Tron : L'Héritage de Joseph Kosinski
- 2011 : 51 de Jason Connery

### Télévision

#### Téléfilms
- 1974 : The Chadwick Family
- 1975 : A Cry for Help : Richie Danko
- 1976 : Kiss Me, Kill Me : Douglas Lane
- 1977 : Murder at the World Series : Cisco
- 1978 : Happily Ever After : Jack
- 1979 : The Last Convertible : George Virdon
- 1980 : La cible (Wild Times) : Vern Tyree
- 1980 : Kenny Rogers, le joueur (Kenny Rogers as The Gambler ) : Billy Montana
- 1981 : A l’est d’Eden (East of Eden) : Charles Trask
- 1981 : Saigon 68 (Fly Away Home) : Carl
- 1982 : Bare Essence : Chase Marshall
- 1983 : I Married Wyatt Earp : Wyatt Earp
- 1983 : Kenny Rogers as The Gambler: The Adventure Continues : Billy Montana
- 1986 : A Travers les Plaines Sauvages (Louis L’Amour’s Down the Long Hills) : Scott Collins
- 1986 : Le piège de l'orchidée : Larry Janson
- 1987 : Angel in Green : Captain William Wicker
- 1987 : Kenny Rogers as The Gambler, Part III: The Legend Continues : Billy Montana
- 1988 : La rivière rouge (Red River) : Matthew Garth
- 1988 : The Town Bully : Robert Doniger
- 1989 : Retour de l'au-delà (From the Dead of Night) : Peter Langford
- 1989 : Le Commando de la dernière chance (The Road Raiders) : Charlie
- 1989 : Le Secret de Château Valmont (Till We Meet Again) : Jock Hampton
- 1991 : Murderous Vision : Detective Kyle Robeshaw
- 1991 : Immunité diplomatique (Diplomatic Immunity) : Cole Hickel
- 1992 : The Secret : Patrick Dunmore
- 1992 : Perfect Family : Allan Bodine
- 1992 : Double Jeopardy: Jack Hart
- 1993 : House of Secrets : Dr Frank Ravinel
- 1993 : Les Aventuriers d’Eden River (Flight from Justice) : Jack Hart
- 1994 : Gunsmoke: One Man’s Justice : Davis Healy
- 1994 : Wyatt Earp: Return to Tombstone : Sam - Sheriff of Cochise County
- 1994 : Gambler V: Playing for Keeps : Billy Montana
- 1994 : La Fille du maharadjah (The Maharaja's Daughter) (mini-série) : Patrick O'Riley
- 1995 : Zoya : les chemins du destin (Zoya) : Clayton Andrews
- 1996 : Me and My Hormones
- 1998 : Babylon 5 : Au commencement (Babylon 5: In the Beginning) : John J. Sheridan
- 1998 : Babylon 5 : Cinquième dimension (Babylon 5: Thirdspace) : John J. Sheridan
- 1999 : Babylon 5 : L’appel aux armes (Babylon 5: A Call to Arms) : John J. Sheridan
- 1999 : Crashs en série (Free Fall) : Mark Ettinger
- 2000 : Une si ravissante voleuse (Perilous) : Judd
- 2000 : Une baby-sitter trop parfaite (The Perfect Nanny) : Dr Robert Lewis
- 2001 : L’Innocence en sursis (Life in the Balance) : Eric Johnson
- 2001 : Invisible ennemi (Contagion) : President Howard
- 2002 : Nouveau départ (Hope Ranch) : J.T. Hope
- 2003 : Témoin avec sursis (Silence) : Agent Nicholas Preston
- 2003 : Killer Flood: The Day the Dam Broke : M. Walker
- 2004 : Brilliant : Dr Dietrich
- 2004 : Cultus : Organismes Génétiquement Monstrueux (Snakehead Terror) : Patrick James
- 2004 : Ils sont parmi nous (They Are Among Us) : Hugh
- 2004 : Pour la vie d'Emily (Saving Emily) : Gregory
- 2005 : Legion of the Dead : Sheriff Jones
- 2005 : Le seigneur du monde perdu (King of the Lost World) : Lt. Challenger
- 2005 : Une mère sans défense (A Killer Upstairs) : Detective Bruning
- 2006 : Mariage contrarié (Falling in Love with the Girl Next Door) : Frank Lucas
- 2006 : Double Visage (Double Cross) : James
- 2007 : Pandemic : Virus fatal (Pandemic) : Kenneth Friedlander
- 2007 : Sniper: La dernière mission (Sharpshooter) : Sheriff Graham
- 2007 : Bone Eater - L'Esprit des morts (Bone Eater) : Sheriff Steve Evans
- 2008 : Aces & Eights : D.C. Cracker
- 2010 : Commando de l'ombre (Shadows in Paradise) : Cpt. Dyer
- 2011 : Du courage et du cœur (Love's Everlasting Courage) : Lloyd
- 2013 : La Maison des souvenirs (The Thanksgiving House) : Parker Mather
- 2015 : Ma belle-mère et moi (So You Said Yes) : Nick Blanche
- 2016 : Quand la demoiselle d'honneur s'en mêle (Wedding Bells) : Charlie Turner
- 2016 : Mes jumeaux ont deux pères (Double Mommy) : Scott
- 2017 : Enquêtes gourmandes : festin mortel (The Gourmet Detective: Eat, Drink & Be Buried) de Mark Jean : Jim Ross
- 2018 : La Proposition de Noël (The Christmas Contract) : Tim Guidry
- 2019 : Un rôle sur mesure pour Noël (Holiday Date) : Walter
- 2020 : Enquêtes gourmandes : Le secret du chef (The Gourmet Detective: Roux the Day) : Jim Ross

#### Séries télévisées
- 1973 : The Mary Tyler Moore Show : Rick Welch
- 1974-1976 : Hawaï police d'État (3 épisodes) : Cam Farraday / Kevin Caulder / Paul Colburn
- 1975 : Gunsmoke : Toby Hogue
- 1975 : Sergent Anderson : Ed Krohl
- 1976 : Baretta : Dom
- 1976-1979 : La Conquête de l'Ouest : Seth Macahan / Luke Macahan
- 1982-1983 : Frank, chasseur de fauves : Frank Buck
- 1983-1987 : Les deux font la paire : Matthew Stetson / Lee Stetson
- 1991 : Les Contes de la crypte : Winton Robbins
- 1995-1998 : Babylon 5 : Capt. John Sheridan / President John Sheridan
- 1996 : ABC Afterschool Specials : M. Mahar
- 1998 : Les Anges du bonheur : Scott Tanner
- 1999 : La Loi du colt : Frank Santee
- 2000 : Au-delà du réel : l’aventure continue : Sénateur Wyndom Brody
- 2000 : Destins croisés: Ray Patterson / Dr Goode
- 2003 : Spy Girls : Le président
- 2004-2005 : Preuve à l'appui (saison 4, épisode 12, L'argent ne fait pas le bonheur) : Foster Eldridge
- 2005 : Young Blades (en) : Captain Martin Duval
- 2005 : Commander in Chief : Tucker Baynes
- 2007 : Cold Case : Huck Oberland
- 2008-2009 : Heroes : Robert Malden
- 2008-2009 : Chuck : Dr Woody Woodcomb
- 2010-2017 : NCIS : Enquêtes spéciales : Vice Admiral C. Clifford Chase
- 2011 : Chaos : Ray Bishop
- 2012 : GCB : Burl Lourd
- 2012-2013 : Tron : La Révolte : Tron
- 2013-2015 : Retour à Cedar Cove : Bob Beldon
- 2019 : Supergirl : Président Baker (saison 4)
- 2019 : Le cœur a ses raisons : Gentlemen Johnny Boone
- 2020 : Space Command (saison 1, épisodes 1 & 2) : Général Joe Haldeman

## Voix francophones
| - Hervé Bellon, dans : - La Conquête de l'Ouest (série télévisée) - Les deux font la paire (série télévisée) - Babylon 5 (série télévisée - 1re voix) - Invisible ennemi (téléfilm) - Une si ravissante voleuse (téléfilm) - La Grande Inondation (téléfilm) - Destins croisés (série télévisée) - Témoin avec sursis (téléfilm) - Commander in Chief (série télévisée) - Saving Emily (téléfilm) - Ils sont parmi nous (téléfilm) - Une mère sans défense (téléfilm) - Détective (téléfilm) - Double Visage (téléfilm) - Mariage contrarié (téléfilm) - Roman noir : Les mystères de l'ouest (téléfilm) - Pandemic : Virus fatal (téléfilm) - Chuck (série télévisée) - Heroes (série télévisée) - NCIS : Enquêtes spéciales (série télévisée) - Du courage et du cœur (téléfilm) - La Maison des souvenirs (téléfilm) | - Bruno Carna dans : - Babylon 5 (série télévisée - 2e voix) - Une baby-sitter trop parfaite (téléfilm) - Thierry Murzeau dans : - Bone Eater (en) - Cold Case : Affaires classées (série télévisée) - Patrick Poivey dans : - Tron - Immunité Diplomatique (en) - Patrick Béthune dans : - Tron : L'Héritage - Spec Ops: The Line (jeu vidéo) Et aussi - Daniel Gall dans Frank, chasseur de fauves (série télévisée) - Mathieu Rivolier dans Red River - Jean-Claude Montalban dans Les Contes de la crypte (série télévisée) - Emmanuel Jacomy dans Illégitime défense (téléfilm) - Edgar Givry dans Zoya : Les Chemins du destin (téléfilm) |

## Publications
- Frontier Earth
- Frontier Earth: Searcher